# Amsterdam De Vlugtlaan
Amsterdam De Vlugtlaan – stacja kolejowa w Amsterdamie, w prowincja Holandia Północna, w Holandii. Stacja została otwarta w 1987. 
| Amsterdam De Vlugtlaan              |  |                                    |
| Linia                               |  |                                    |
| Amsterdam Sloterdijkodległość: 2 km |  | Amsterdam Lelylaan odległość: 2 km |